# Uloborus jabalpurensis
Uloborus jabalpurensis is een spinnensoort in de taxonomische indeling van de wielwebkaardespinnen (Uloboridae).
Het dier behoort tot het geslacht Uloborus. De wetenschappelijke naam van de soort werd voor het eerst geldig gepubliceerd in 2001 door Bhandari & Pawan U. Gajbe.